# Томпсонвілл (Мічиган)
Томпсонвілл (англ. Thompsonville) — селище (англ. village) в США, в окрузі Бензі штату Мічиган. Населення — 451 особа (2020).

## Географія
Томпсонвілл розташований за координатами 44°31′12″ пн. ш. 85°56′17″ зх. д. / 44.52000° пн. ш. 85.93806° зх. д. (44.519962, -85.937970).  За даними Бюро перепису населення США в 2010 році селище мало площу 2,58 км², з яких 2,58 км² — суходіл та 0,00 км² — водойми.

### Клімат
| Клімат : Томпсонвілл  | Клімат : Томпсонвілл | Клімат : Томпсонвілл | Клімат : Томпсонвілл | Клімат : Томпсонвілл | Клімат : Томпсонвілл | Клімат : Томпсонвілл | Клімат : Томпсонвілл | Клімат : Томпсонвілл | Клімат : Томпсонвілл | Клімат : Томпсонвілл | Клімат : Томпсонвілл | Клімат : Томпсонвілл | Клімат : Томпсонвілл |
| Показник              | Січ.                 | Лют.                 | Бер.                 | Квіт.                | Трав.                | Черв.                | Лип.                 | Серп.                | Вер.                 | Жовт.                | Лист.                | Груд.                | Рік                  |
| Середній максимум, °C | −5,6                 | −4,4                 | 1,1                  | 8,9                  | 16,7                 | 21,7                 | 25,0                 | 23,9                 | 18,9                 | 12,2                 | 3,9                  | −2,2                 | 10,1                 |
| Середній мінімум, °C  | −15                  | −15,6                | −11,1                | −3,9                 | 2,8                  | 6,7                  | 10,0                 | 9,4                  | 5,6                  | 0,6                  | −5                   | −11,1                | −2,2                 |
| Норма опадів, мм      | 89                   | 46                   | 56                   | 56                   | 71                   | 81                   | 81                   | 91                   | 97                   | 89                   | 76                   | 76                   | 909                  |
| --------------------- | -------------------- | -------------------- | -------------------- | -------------------- | -------------------- | -------------------- | -------------------- | -------------------- | -------------------- | -------------------- | -------------------- | -------------------- | -------------------- |
| Джерело: Weatherbase  |                      |                      |                      |                      |                      |                      |                      |                      |                      |                      |                      |                      |                      |

## Демографія
Згідно з переписом 2010 року, у селищі мешкала 441 особа в 183 домогосподарствах у складі 112 родин. Густота населення становила 171 особа/км².  Було 245 помешкань (95/км²).
Расовий склад населення:
| - 94,8 % — білих - 2,5 % — корінних американців - 0,2 % — чорних або афроамериканців - 0,2 % — азіатів |

До двох чи більше рас належало 2,0 %. Частка іспаномовних становила 1,4 % від усіх жителів.
За віковим діапазоном населення розподілялося таким чином: 23,1 % — особи молодші 18 років, 61,3 % — особи у віці 18—64 років, 15,6 % — особи у віці 65 років та старші. Медіана віку мешканця становила 38,5 року. На 100 осіб жіночої статі у селищі припадало 99,5 чоловіків;  на 100 жінок у віці від 18 років та старших — 91,5 чоловіків також старших 18 років.
Середній дохід на одне домашнє господарство  становив 34 021 долар США (медіана — 29 688), а середній дохід на одну сім'ю — 40 445 доларів (медіана — 37 917). Медіана доходів становила 28 125 доларів для чоловіків та 22 188 доларів для жінок. За межею бідності перебувало 27,6 % осіб, у тому числі 25,2 % дітей у віці до 18 років та 8,7 % осіб у віці 65 років та старших.
Цивільне працевлаштоване населення становило 267 осіб. Основні галузі зайнятості: роздрібна торгівля — 24,7 %, виробництво — 21,0 %, освіта, охорона здоров'я та соціальна допомога — 14,2 %, мистецтво, розваги та відпочинок — 13,5 %.